# مرکز پزشکی یواس‌سی شهرستان لس آنجلس
مرکز پزشکی یو اس سی+شهرستان لس آنجلس که با نام County/USC یا به‌طور خلاصه LAC+USC یا بیمارستان عمومی شهرستان لس آنجلس شناخته می‌شود. بیمارستانی آموزشی و ۶۰۰ تخت خوابی عمومی در لس آنجلس کالیفرنیا است. این بیمارستان را سازمان خدمات بهداشتی شهرستان لس آنجلس و دانشگاه جنوب کالیفرنیا به‌طور مشترک اداره می‌کنند.  

## عملکرد
مرکز پزشکی یو اس سی+شهرستان لس آنجلس یکی از بزرگترین بیمارستان‌های عمومی و مراکز آموزشی پزشکی در ایالات متحده است.
این مرکز پذیرای کسانی است که بهرهٔ کمی از خدمات درمانی دارند. همچنین یک مرکز سطح اول تروما است و بیش از ۲۸ درصد مصدومان ترومای منطقه را مداوا می‌کند. به ارایهٔ مراقبت‌های درمانی به نیمی از مبتلایان به ایدز و کم خونی داسی شکل در جنوب کالیفرنیا می‌پردازد. این مرکز پزشکی تحت تملک و ادارهٔ شهرستان لس آنجلس است.

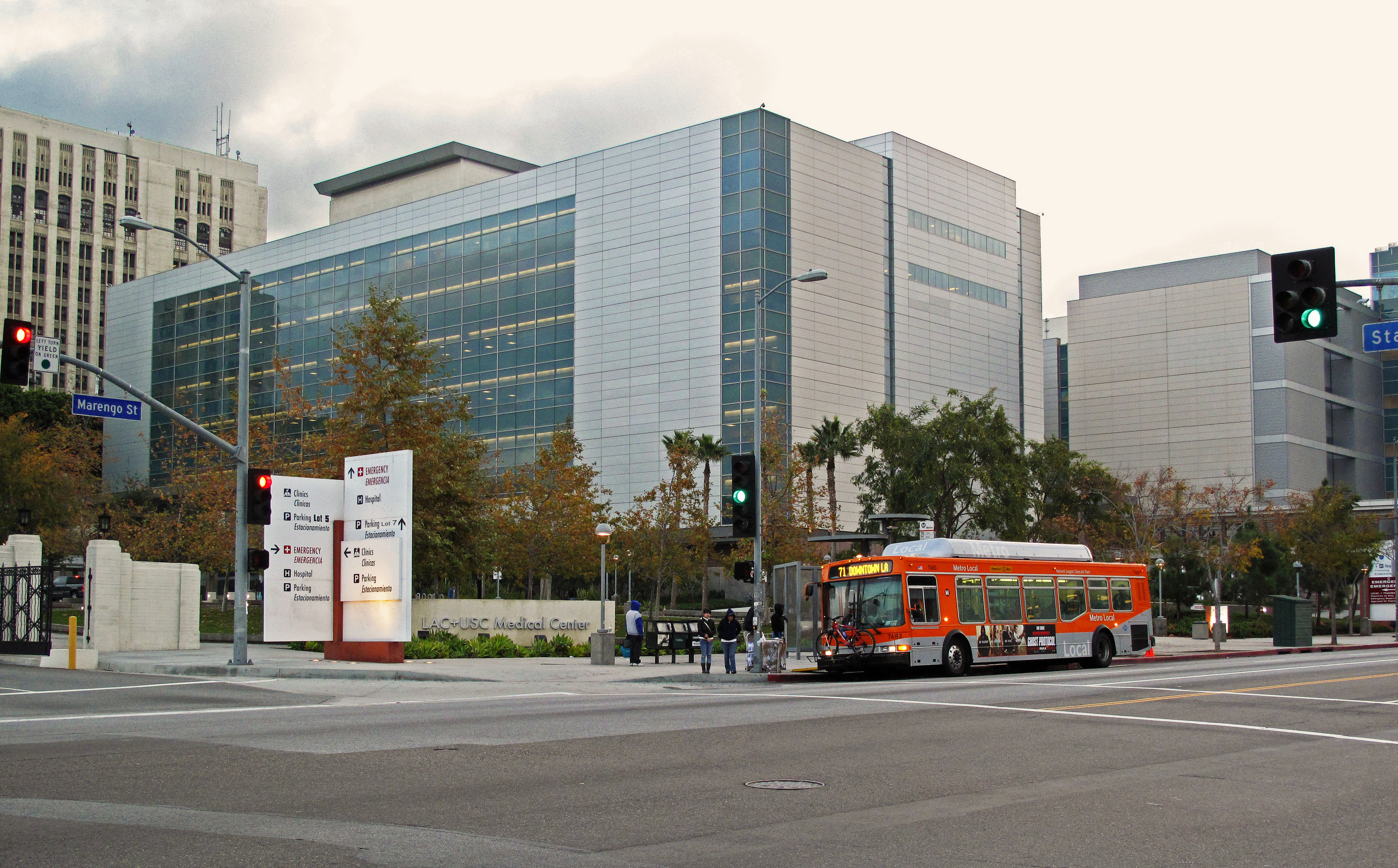
کلینیک سرپایی از بخش جدید بیمارستان که در آبان ۱۳۸۷ بازگشایی شد.

## تاریخچه
همکاری بیمارستان شهرستان لس آنجلس و دانشکده پزشکی دانشگاه جنوب کالیفرنیا به سال ۱۸۸۵ باز می گردد؛ پنج سال پس از آنکه دانشگاه جنوب کالیفرنیا بنیان‌گذاری شد. این بیمارستان در آغاز ظرفیت ۱۰۰ تخت خواب و پذیرش ۴۷ بیمار را داشت.